# Cazurra
Cazurra es un municipio y localidad española de la provincia de  Zamora, en la comunidad autónoma de Castilla y León.

## Geografía
Integrado en la comarca de Tierra del Vino, se sitúa a 14 kilómetros de la capital zamorana, el relieve del municipio es prácticamente llano, oscilando la altitud entre los 804 metros en un cerro al suroeste y los 710 metros al norte. El pueblo se alza a 717 metros sobre el nivel del mar. 
| Noroeste: Morales del Vino | Norte: Morales del Vino | Nordeste: Casaseca de las Chanas |
| Oeste: Morales del Vino    |                         | Este: Casaseca de las Chanas     |
| Suroeste: Morales del Vino | Sur: Peleas de Abajo    | Sureste: Casaseca de las Chanas  |

## Historia
La propia etimología de la localidad indica que sus orígenes podrían remontarse a época prerromana.
En todo caso, durante la Edad Media la localidad de Cazurra quedó integrada en el Reino de León, siendo repoblada por sus monarcas.
Durante la Edad Moderna Cazurra formó parte del Partido del Vino de la provincia de Zamora, tal y como reflejaba en 1773 Tomás López en Mapa de la Provincia de Zamora. Así, al reestructurarse las provincias y crearse las actuales en 1833, la localidad se mantuvo en la provincia zamorana, dentro de la Región Leonesa, integrándose en 1834 en el Partido Judicial de Zamora. En la población moraron en los siglos XVIII y XIX los condes de Casa Trejo, conocidos en el pueblo como condes de Cazurra.

## Geografía humana

### Demografía
Cuenta con una población de 74 habitantes (INE 2024).

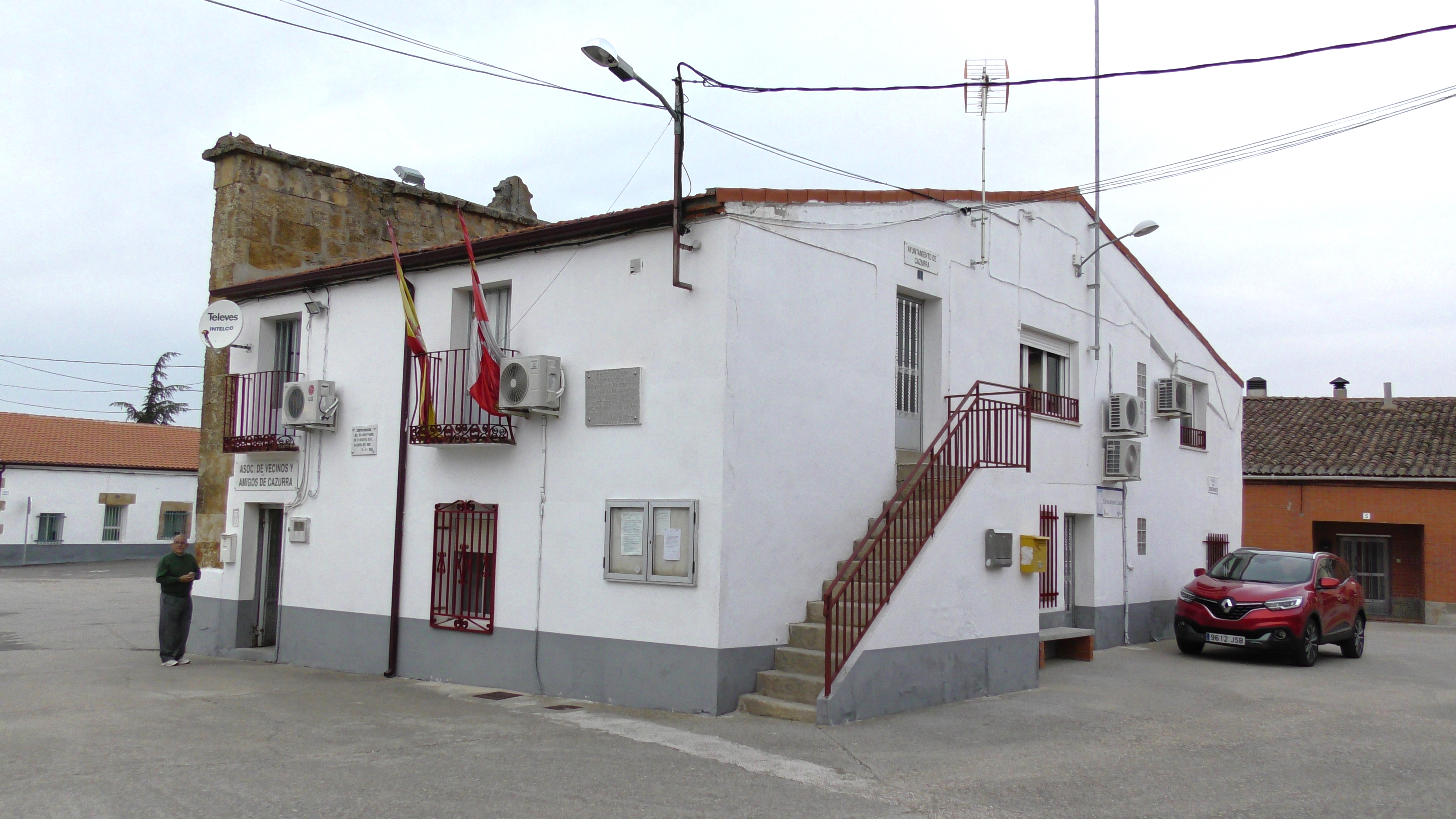
Casa consistorial

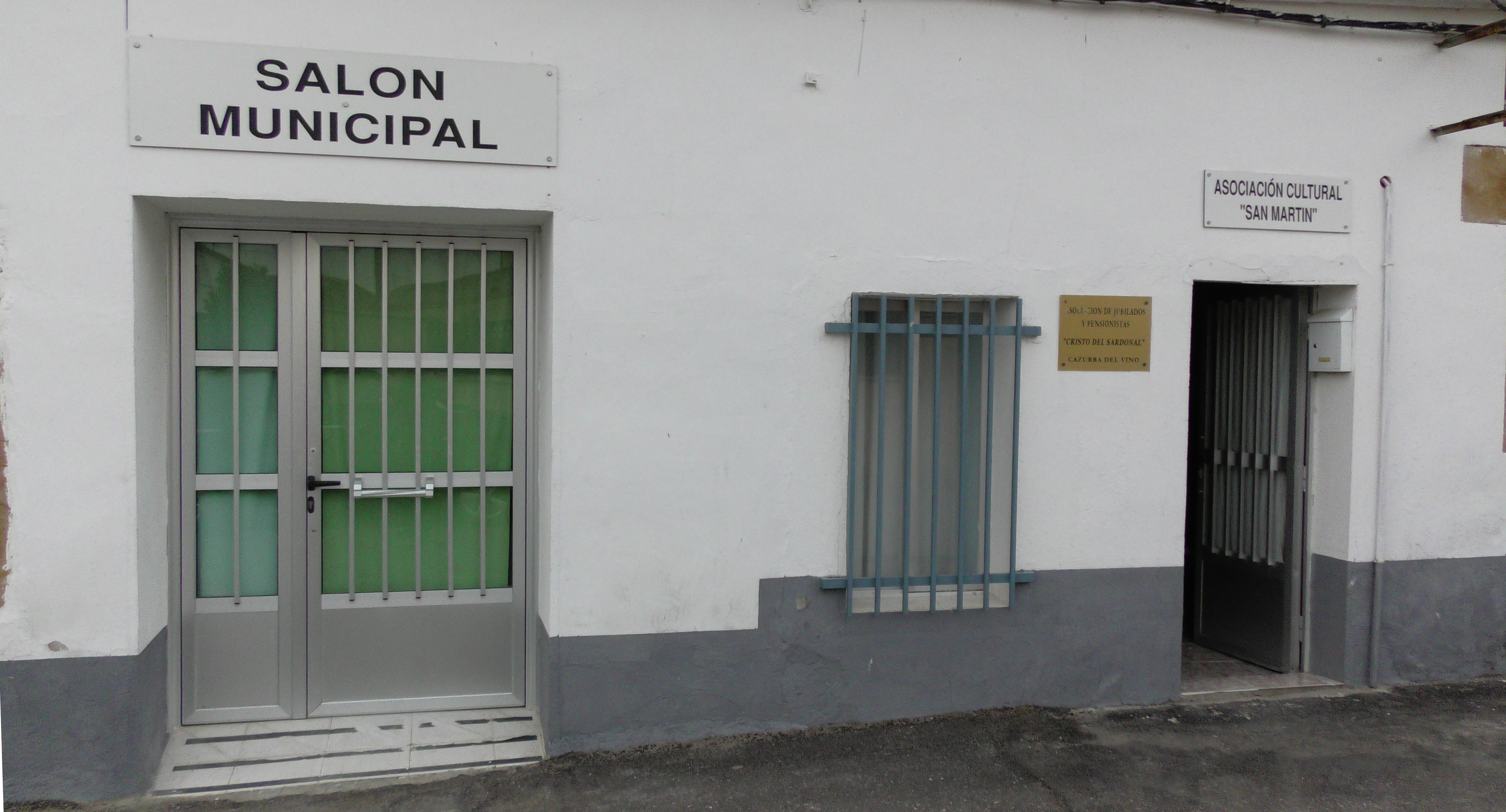
Salón municipal

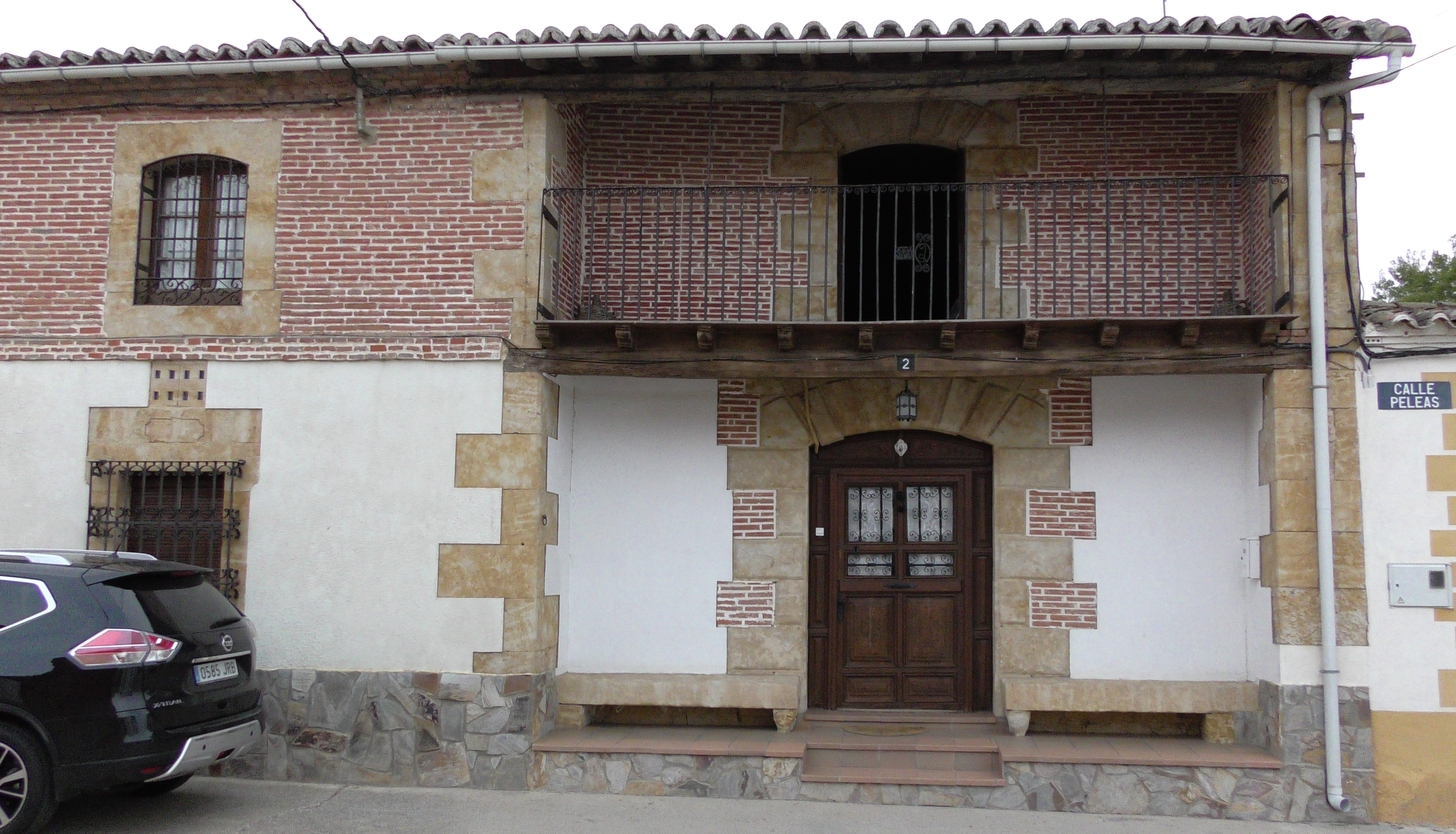
Casa típica reformada

| Gráfica de evolución demográfica de Cazurra entre 1842 y 2021                                                         |
| |
| Población de derecho según los censos de población del INE. Población de hecho según los censos de población del INE. |

### Transportes
Atraviesa el municipio la carretera nacional N-630 que une Gijón con Sevilla así como a la autovía Ruta de la Plata, de igual recorrido que la anterior, entre los pK 289 y 290. Existen además varias carreteras locales que conectan con Casaseca de las Chanas y Morales del Vino.  
En cuanto al transporte público se refiere, tras el cierre del Ferrocarril Ruta de la Plata, que pasaba por el vecino municipio de Morales del Vino y tenía parada en el mismo, no existen servicios de tren en el municipio ni en los vecinos, ni tampoco línea regular con servicio de autobús, siendo las estaciones más cercanas las de Zamora capital. Por otro lado el aeropuerto de Salamanca es el más cercano, estando a unos 73 km de distancia.

## Patrimonio
La iglesia parroquial de San Martín de Tours, presenta un aspecto sólido, de estilo renacentista, y aloja en su interior un Cristo del siglo XIII o XIV que estuvo ubicado en una ermita ya desaparecida, y que se llama de Sardonal. En el altar mayor está San Martín, junto a imágenes de La Virgen y San Antonio Abad datadas en el siglo XVI.
Otra forma de considerar el patrimonio de este pueblo es la práctica deportiva de pelota mano, antes en el Frontón de piedra construido en 1902, y ahora en el nuevo que normalmente acoge competiciones regulares. Algunos deportistas locales han destacado en esta disciplina consiguiendo incluso títulos como el Campeonato de España.

## Gastronomía
Su gastronomía se compone de productos derivados de la matanza tradicional del cerdo -embutidos, menudillos etc-, legumbres, cocido y verduras, aderezado todo ello con bollería casera.

## Fiestas
Celebra sus fiestas en la primera semana de agosto (la Semana Cultural) y el 11 de noviembre en honor al patrón San Martín de Tours.